# Etničke grupe Burundija
Etničke grupe Burundija, 8,856,000 stanovnika (UN Country Population (2008)
- Arapi	2,500
- Grci	600
- Gudžarati	2,300
- Hutu, Rundi	7,376,000
- Hutu, Ruandski	25,000
- Lingala (Bangala)	132,000
- Twa pigmeji	93,000
- Swahili	9,600
- Tutsi	1,207,000